# Instituto Cultural Itaú

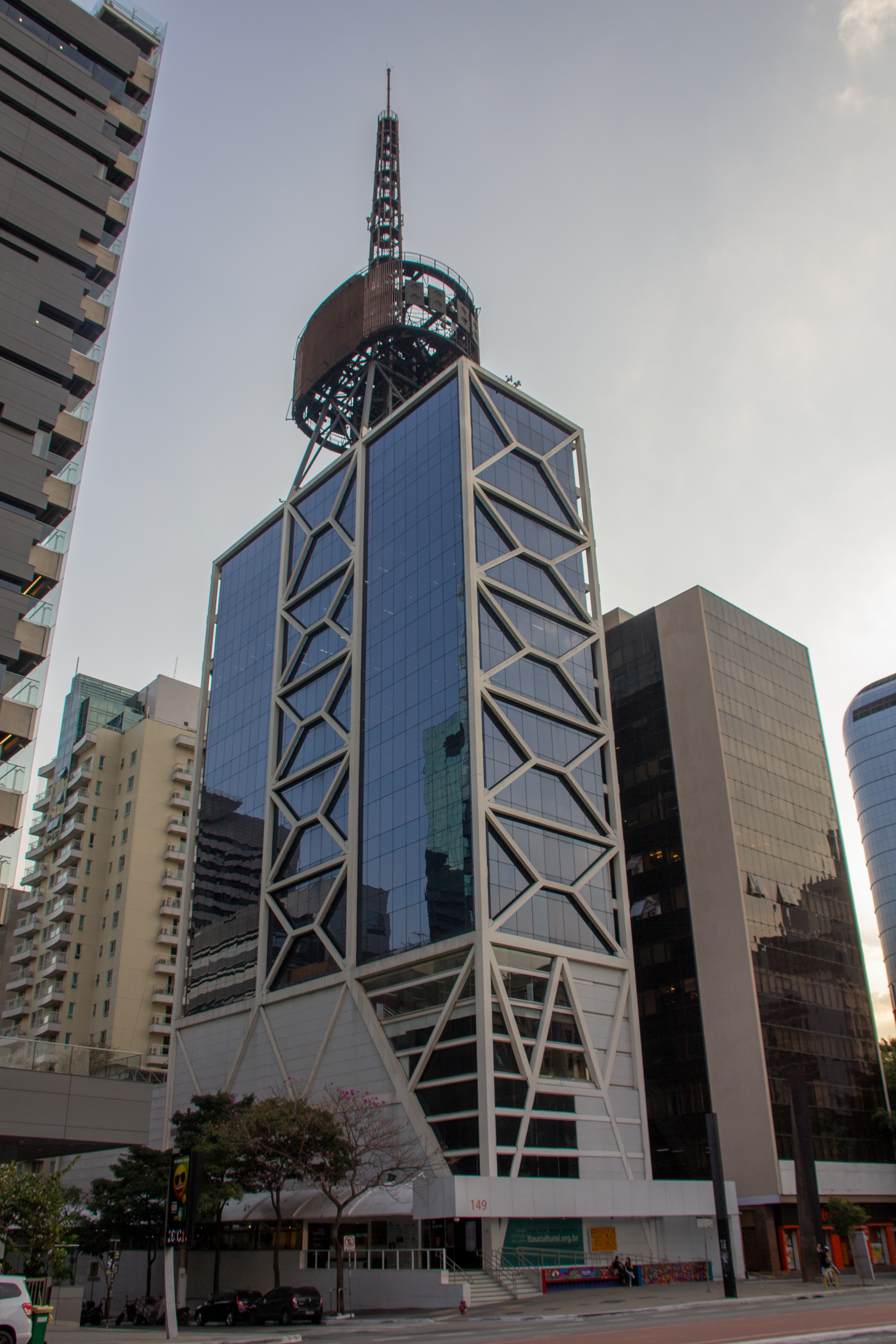
Der Sitz des Instituto Cultural Itaú an der Avenida Paulista 149.

Das Instituto Cultural Itaú ist eine brasilianische nicht-gewinnorientierte Kulturstiftung des Itaú Unibanco mit Sitz in São Paulo. Es wurde von Olavo Setúbal konzipiert und 1986 durch das Gesetz Nr. 7505 (vom 3. Oktober 1986) geschaffen. Ziel des Instituts ist es, künstlerische Manifestationen abzubilden und künstlerische Forschung und Produktion in Bezug auf alle kulturellen Bereiche zu fördern.
Itaú Cultural bietet das Programm Rumos für Kulturforschung, Katalogisierung von Manifestationen in den Bereichen bildende Kunst, Film, Tanz, Literatur, Theater und Musik an. Es organisiert auch die Emoção Art.ficial Biennale für Kunst und Technologie.
Zudem verwaltet das Institut die Enciclopédia Itaú Cultural de Arte e Cultura Brasileira („Itaú-Kulturenzyklopädie der brasilianischen Kunst und Kultur“). Die Enciclopédia ist eine brasilianische Online–Enzyklopädie über brasilianische Kunst. Sie entstand 2001 aus der 1987 geschaffenen Datenbank Banco de Dados Informatizado ICI, die sich mit brasilianischer Malerei befasste.